# Corbitella
Genre
Synonymes
- Alcyoncellum Quoy & Gaimard, 1833
- Eudictyon Marshall, 1875
- Eudictyum Marshall, 1875
- Habrodictyon Thomson, 1868
- Habrodictyum Schulze, 1887
- Taegeria Schulze, 1886

Taxons de rang inférieur
- Corbitella discasterosa Tabachnick & Lévi, 2004
- Corbitella elegans (Marshall, 1875)
- Corbitella inopiosa Reiswig & Kelly, 2018
- Corbitella plagiariorum Reiswig & Kelly, 2018
- Corbitella polyacantha Kou, Gong & Li, 2018
- Corbitella pulchra (Schulze, 1887)
- Corbitella speciosa (Quoy & Gaimard, 1833)

Corbitella est un genre d'éponges, de la famille des Euplectellidae et de l'ordre des Lyssacinosida (éponges de verre).